# Photoscotosia chlorochrota
Photoscotosia chlorochrota là một loài bướm đêm trong họ Geometridae.